# 岳城水库
岳城水库是漳河干流出山口处的一座大（Ⅰ）型水库，位于河北省邯郸市磁县与河南省安阳市殷都区交界处，水库总库容13亿立方米，控制流域面积18100平方千米，占漳河流域面积的99.4%，主要功能为防洪，兼有灌溉、发电、城市供水等综合效益，为不完全年调节的大型水利枢纽工程。
大坝包括一座主坝和四座副坝，全长6294.5米。主、副坝为碾压式均质土坝，加高扩建时用砂砾料在下游进行全断面压坡，最大坝高55.5米，大坝坝顶筑有1.8米高的防浪墙。溢洪道、泄洪洞、电站及渠首工程等部分组成，防洪设计标准为千年一遇。
1957年水电部就有规划在上游山西段及中游河北境内修建石梯、岳城两座水库，以彻底解决漳河洪水的问题。1958年春，经周恩来总理批示，水电部决定暂缓修建山西石梯水库，立即修建岳城水库。土地征用、库区移民涉及磁县岳城公社、黄沙公社、都党公社的19个村近3万人。1958年7月，邯郸专署成立了岳城水库工程局；8月，开始修筑92公里长的公路；9月上旬，9万民工进驻施工现场，截流战役正式打响；10月主体工程开工兴建。1959年10月1日至1960年汛前，从岗南水库、治淮前线以及河北省调进干部职工约2万人，工程进场民工总数达到24万余人。1960年拦洪。1961年汛前，水库第一期工程完成，填筑土方2000万立方米，实现了一年拦洪的任务。1966年春，周恩来总理慰问邢台地震灾区后，担心地震危及岳城水库，亲赴现场视察。1970年全部建成。先后调蓄了1982年8月、1996年8月、1998年8月三次较大洪水。